# Чорненкове
Чорне́нкове — село в Україні, в Синельниківському районі Дніпропетровської області. Входить до складу Покровської селищної громади. Населення становить 412 осіб. Орган місцевого самоврядування — Покровська селищна рада.

## Географія
Село Чорненкове знаходиться на правому березі річки Вовча, вище за течією на відстані 2,5 км розташоване селище Покровське, нижче за течією на відстані 1 км розташоване село Левадне, на протилежному березі — село Старокасянівське. Поруч проходить залізниця, станція Мечетна за 3 км.

## Назва
Назва походить від прізвища першого поселенця Я. Чорненка.

## Історія
Засноване у 1807 році. У 1913 р. входило до складу Покровського.
12 червня 2020 року, відповідно до розпорядження Кабінету Міністрів України № 709-р від «Про визначення адміністративних центрів та затвердження територій територіальних громад Дніпропетровської області», увійшло до складу Покровської селищної громади.
19 липня 2020 року, в результаті адміністративно-територіальної реформи і ліквідації Покровського району, село увійшло до складу новоутвореного Синельниківського району.

## Об'єкти соціальної сфери
- Фельдшерсько-акушерський пункт.
- Будинок культури.